# Сотзелен
Сотзеле́н (фр. Sotzeling) — коммуна во французском департаменте Мозель региона Лотарингия. Относится к кантону Шато-Сален.

## Географическое положение
Сотселен расположен в 45 км к юго-востоку от Меца. Соседние коммуны: Риш на севере, Зарбелен и Лидрезен на северо-востоке, Вюис на юго-востоке, Шато-Вуэ, Обрек и Ампон на юго-западе, Бюрльонкур на западе.

## История
- Деревня была зависима от сеньора Шато-Вуэ.
- Принадлежала Сен-Дени-де-Пари в 782 году, позже аббатству бенедиктинцев Вергавиля в 966 году.

## Демография
По переписи 2007 года в коммуне проживало 18 человек.	

## Достопримечательности
- Следы галло-романской культуры в месте, называемом Вернамбон.